# Drtič

Drcení

Drtič (nebo drtička) je stroj sloužící k rozmělnění materiálu do formy zrn, ne však až na prach - k tomu slouží mlýny. Konstrukce drtiče vychází z fyzikálních vlastností drceného materiálu.
Drtiče, např. pro komunální odpad, mají dvě hřídele, na nichž jsou nasunuta kola, o kterých lze říci, že jsou ozubená, ale kola jsou k sobě přitisknuta boky a zuby kol jsou profilovány tak, aby při otáčení hřídelí v protiběžném směru fungovaly jako nůžky. Přestože je materiál vlastně stříhán, používá se pro takovýto stroj název drtič.
Na drcení materiálů jako je např. kámen se používá drtič, u něhož jsou proti sobě umístěny dvě desky, z nichž jedna je pevná a druhá kyvná. Poloha desek je svislá, ale taková, že nikdy nejsou rovnoběžné, ale vždy svírají jistý úhel. Kyv je malý, jen několik stupňů. Při svírání desek se materiál drtí, při otvírání propadne o něco níže a při dalším pohybu desek se opět drtí na menší rozměr. Při dosažení požadovaného rozměru vypadne drcený materiál z drtiče štěrbinou mezi spodními hranami desek.

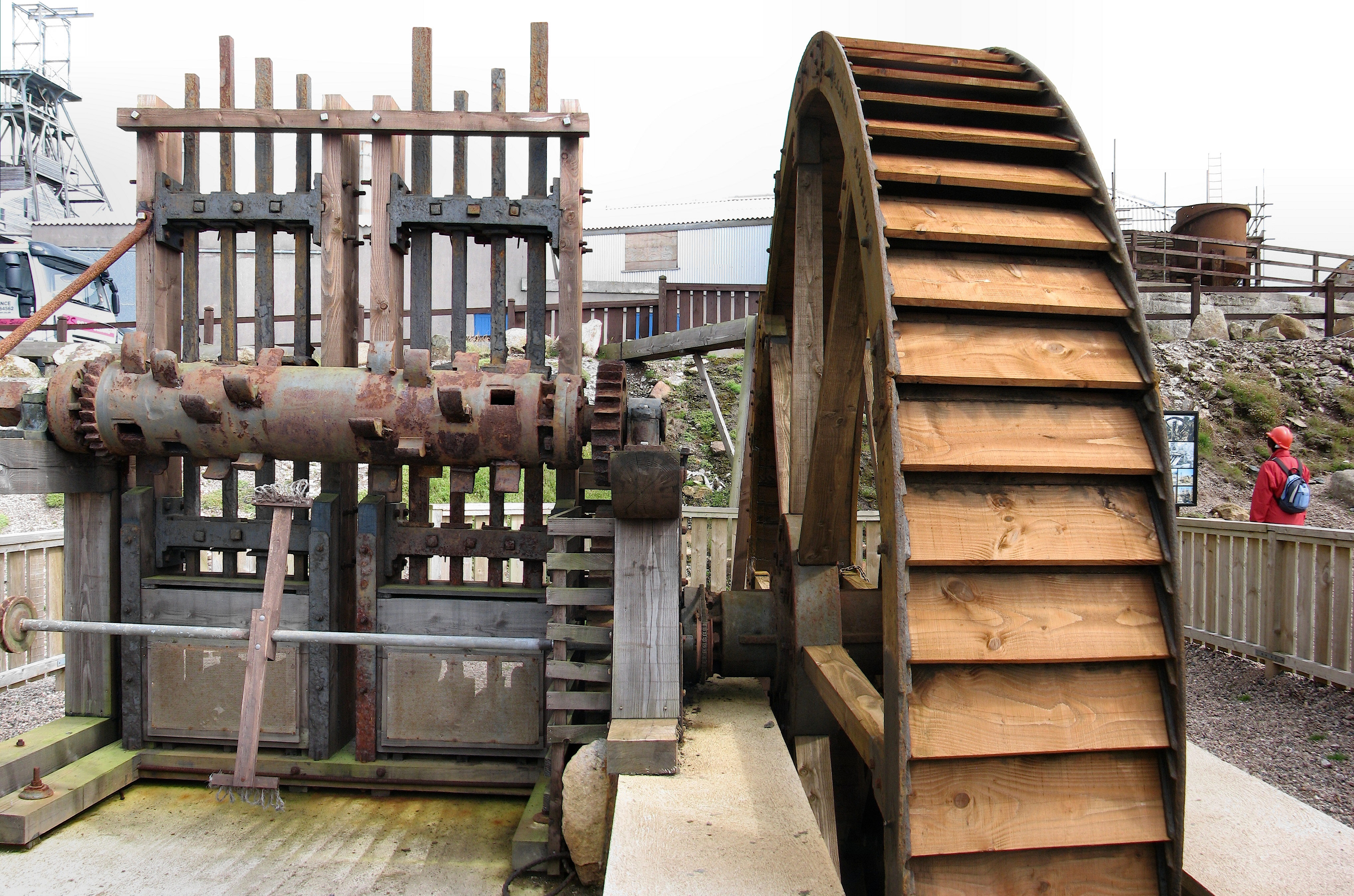
Drtička rudy z 19. století
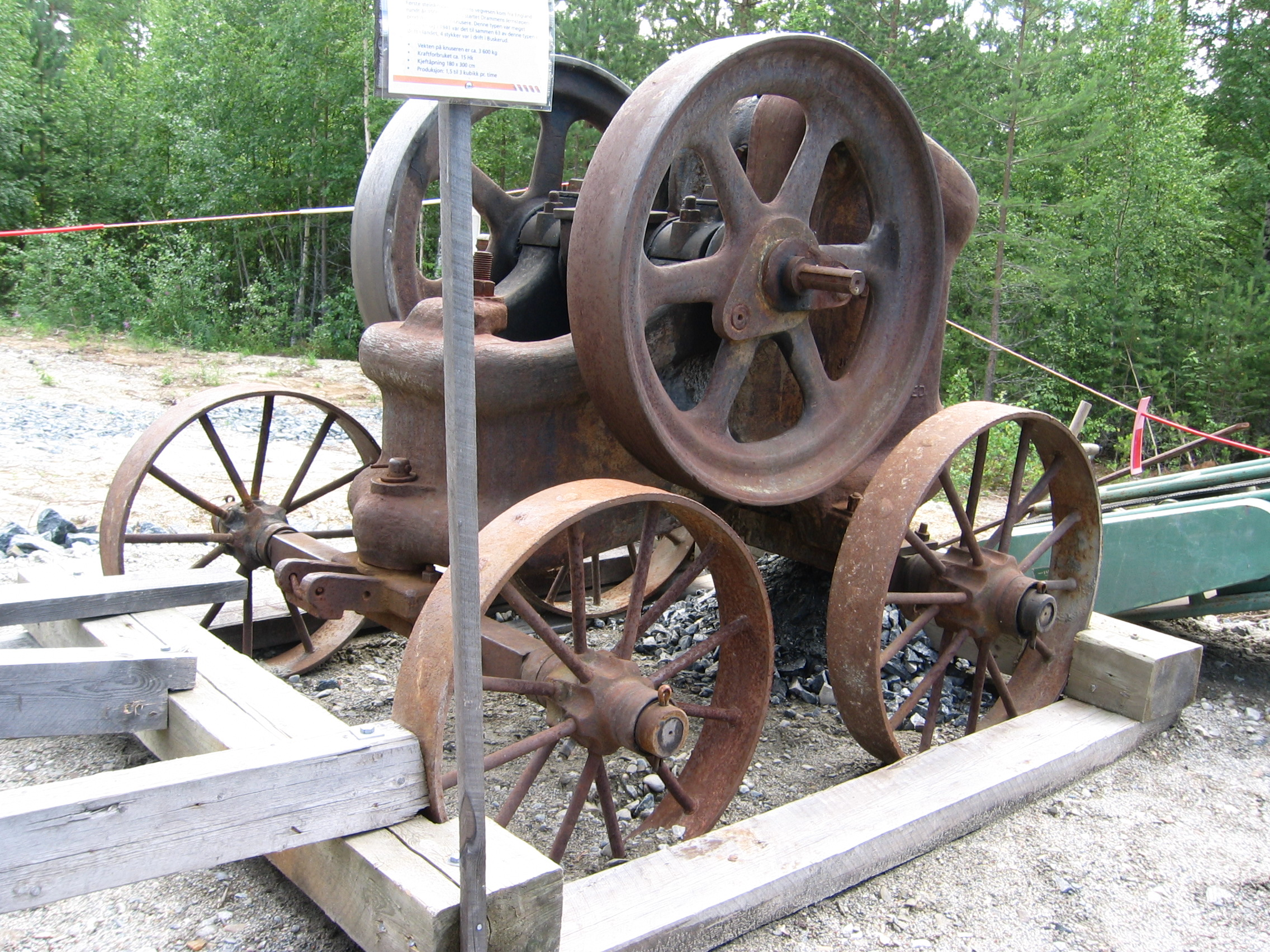
Drtička kamene z počátku 20. století
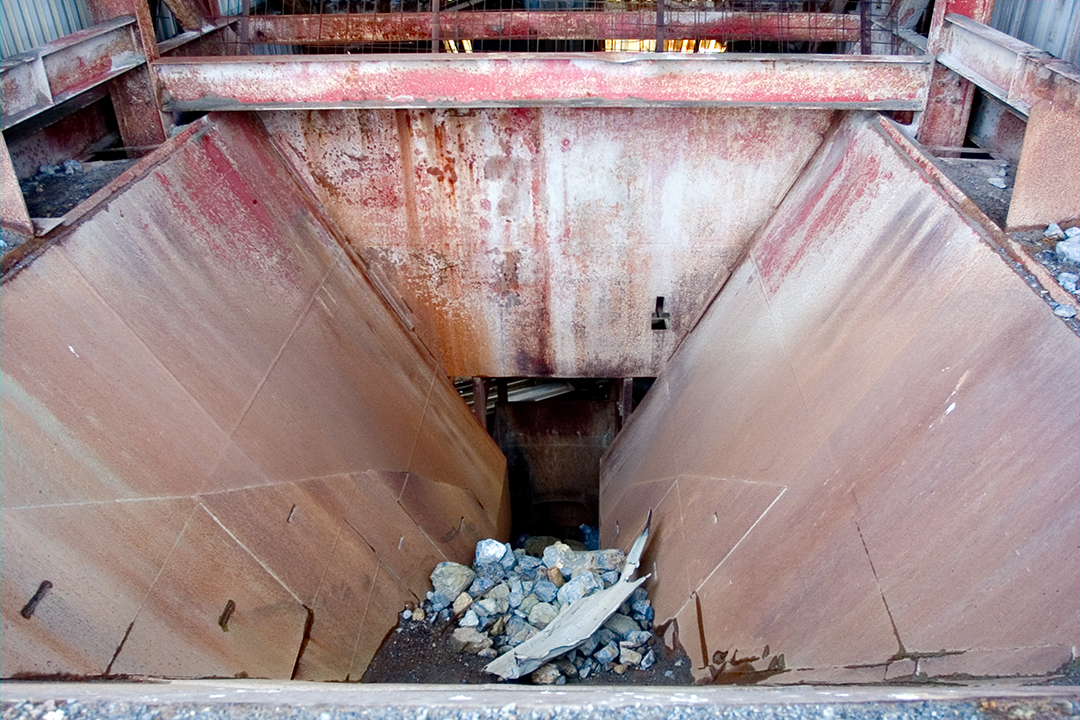
Důlní drtič kamene
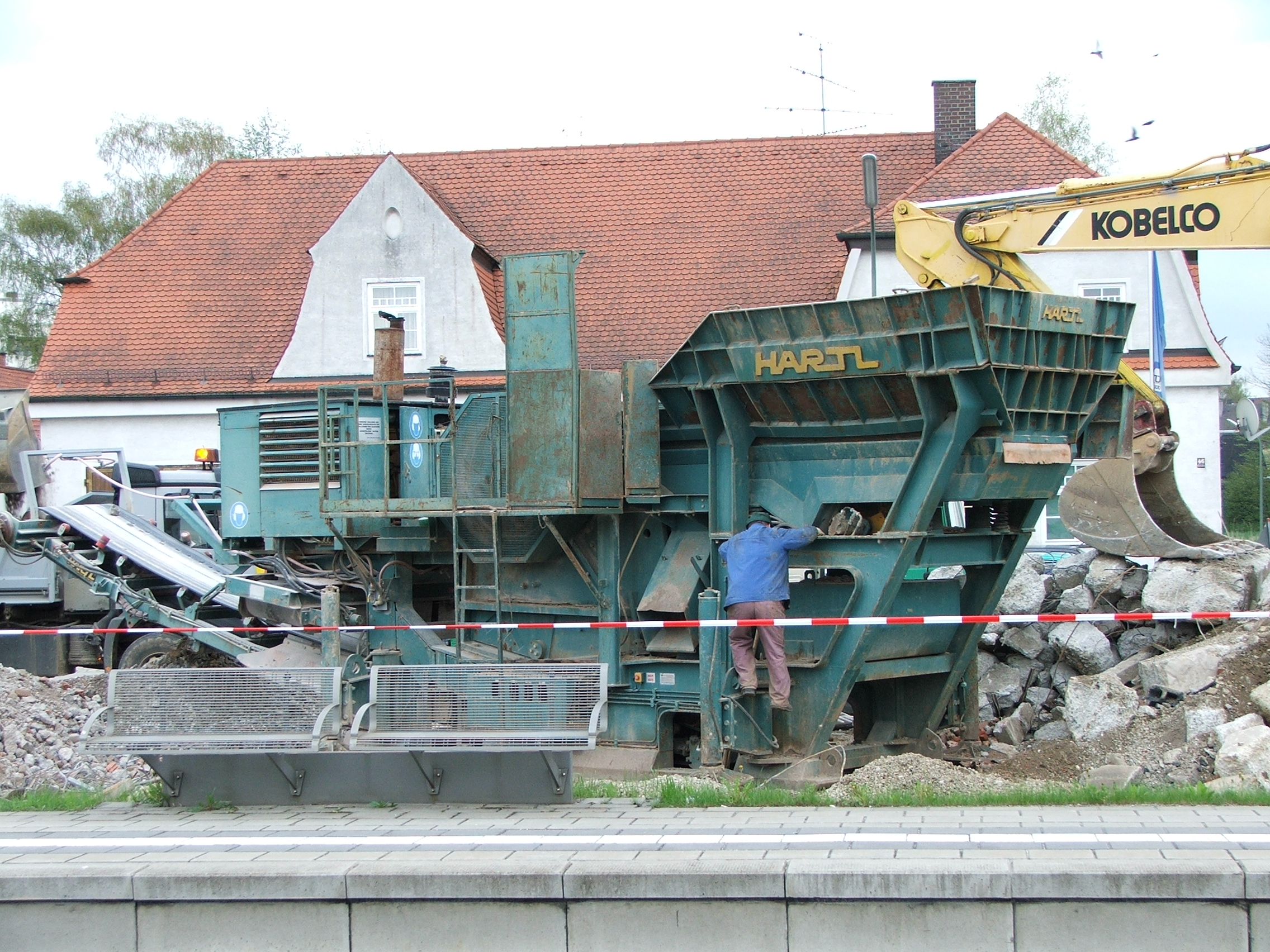
Mobilní drtič
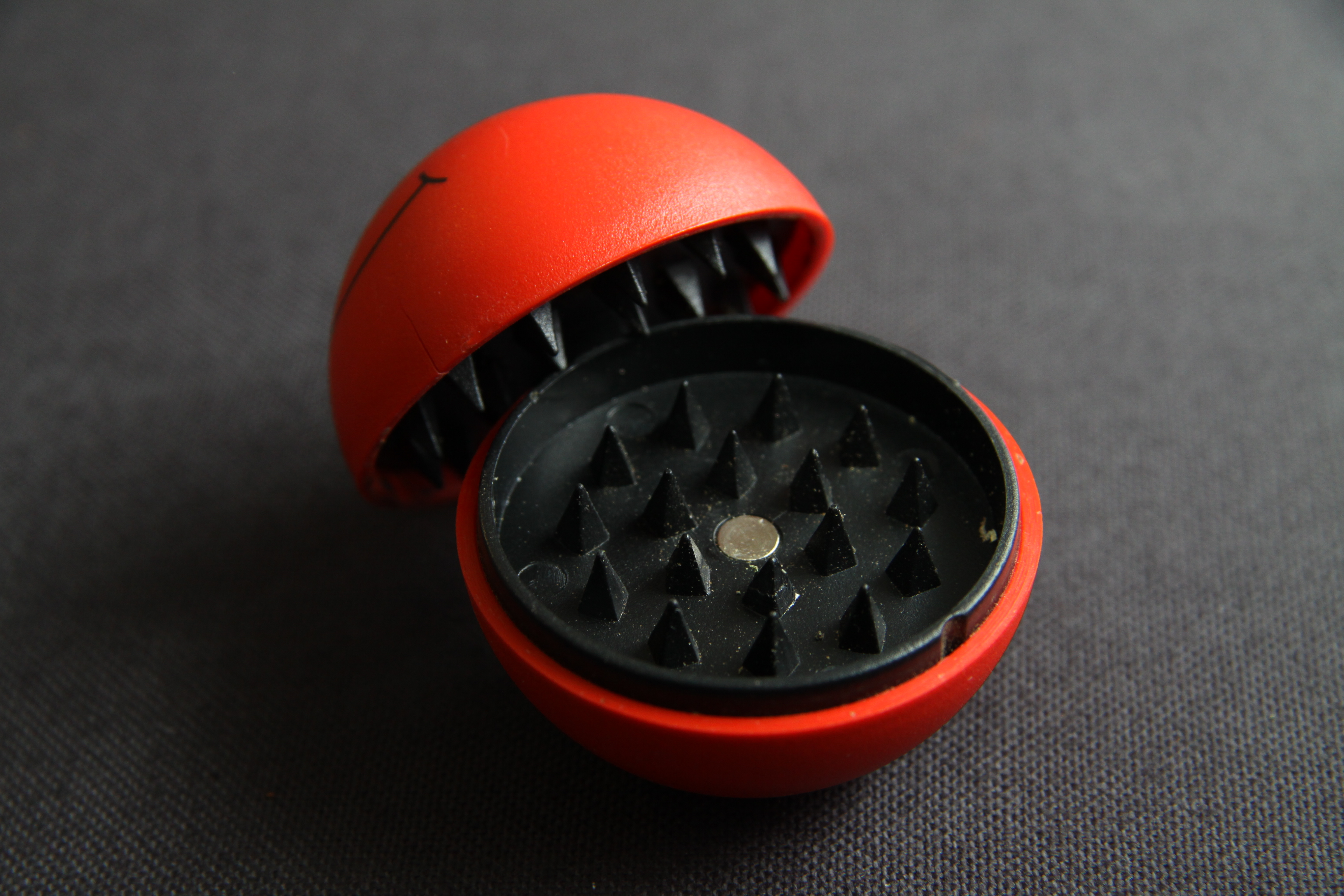
Drtička tabáku